# Inde aux Jeux du Commonwealth
 (novembre 2023).
L’Inde participe aux Jeux du Commonwealth depuis les Jeux de 1934 à Londres - où Rashid Anwar remporte la première médaille de son pays, le bronze en lutte libre. Devenue une puissance sportive majeure aux Jeux à partir de 2002, elle est aujourd'hui quatrième au classement général des médailles - derrière l'Angleterre, l'Australie et le Canada. Elle a accueilli les Jeux de 2010 à Delhi.
Si les Indiens figurent rarement aux épreuves de course en athlétisme, ni de natation (l'unique médaille de bronze de Prasanta Karmakar à domicile en 2010 au 50 mètres nage libre handisport hommes dans la catégorie S9 étant l'exception), ils ont obtenu d'excellents résultats en tir sportif, ainsi que de nombreuses médailles en boxe, haltérophilie, lutte, tennis de table, et (dans une moindre mesure) en badminton. L'équipe féminine de hockey sur gazon a été championne en 2002, perdant ensuite en finale face à l'Australie en 2006. Les Jeux de 2018, se déroulant à Gold Coast en Australie, ont été particulièrement réussi pour l'Inde : en effet elle a réussi à s'imposer en troisième position derrière l'Australie et l'Angleterre. C'est en légère baisse en 2022 : les Indiens se placent en quatrième place.

## Médailles
Résultats par Jeux :
| Année | Médaille d'or | Médaille d'argent | Médaille de bronze | Total   | Rang    |
| ----- | ------------- | ----------------- | ------------------ | ------- | ------- |
| 1934  | 0             | 0                 | 1                  | 1       | 12e     |
| 1938  | 0             | 0                 | 0                  | 0       | -       |
| 1950  | absents       | absents           | absents            | absents | absents |
| 1954  | 0             | 0                 | 0                  | 0       | -       |
| 1958  | 2             | 1                 | 0                  | 3       | 8e      |
| 1962  | absents       | absents           | absents            | absents | absents |
| 1966  | 3             | 4                 | 3                  | 10      | 8e      |
| 1970  | 5             | 3                 | 4                  | 12      | 6e      |
| 1974  | 4             | 8                 | 3                  | 15      | 6e      |
| 1978  | 5             | 5                 | 5                  | 15      | 6e      |
| 1982  | 5             | 8                 | 3                  | 16      | 6e      |
| 1986  | boycott       | boycott           | boycott            | boycott | boycott |
| 1990  | 13            | 8                 | 11                 | 32      | 5e      |
| 1994  | 6             | 11                | 7                  | 24      | 6e      |
| 1998  | 7             | 10                | 8                  | 25      | 7e      |
| 2002  | 30            | 22                | 17                 | 69      | 4e      |
| 2006  | 22            | 17                | 10                 | 49      | 4e      |
| 2010  | 39            | 26                | 36                 | 101     | 2e      |
| 2014  | 15            | 30                | 19                 | 64      | 5e      |
| 2018  | 26            | 20                | 20                 | 66      | 3e      |
| 2022  | 22            | 16                | 23                 | 61      | 4e      |
| Total | 204           | 189               | 170                | 563     | 4e      |

Athlètes ayant remporté au moins quatre médailles d'or aux Jeux :
| Nom                   | Médailles d'or | Jeux                   | Discipline    | Épreuves                                 |
| --------------------- | -------------- | ---------------------- | ------------- | ---------------------------------------- |
| Jaspal Rana           | neuf           | 1994, 1998, 2002, 2006 | Tir           | Carabine (individuel et paires) - hommes |
| Gagan Narang          | huit           | 2006, 2010             | Tir           | Carabine (individuel et paires) - hommes |
| Anjali Bhagwat        | quatre         | 2002                   | Tir           | Carabine (individuel et paires) - femmes |
| Abhinav Bindra        | quatre         | 2002, 2006, 2010       | Tir           | Carabine (paires) - hommes               |
| Kunjarani Nameirakpam | quatre         | 2002, 2006             | Haltérophilie | 48 kg - femmes                           |